# Leersia denudata
Leersia denudata är en gräsart som beskrevs av Georg Oskar Edmund Launert. Leersia denudata ingår i släktet vildrissläktet, och familjen gräs. Inga underarter finns listade i Catalogue of Life.